# Šarišský Štiavnik
Šarišský Štiavnik est un village de Slovaquie situé dans la région de Prešov.

## Histoire
Première mention écrite du village en 1567.

## Démographie

### Évolution de la population
| Année:               | 1994. | 2004.    | 2014.   | 2024.    |
| -------------------- | ----- | -------- | ------- | -------- |
| Nombre de personnes: | 264   | 294      | 292     | 248      |
| Différence:          |       | +11,36 % | -0,68 % | -15,06 % |

| Année:               | 2023. | 2024.   |
| -------------------- | ----- | ------- |
| Nombre de personnes: | 249   | 248     |
| Différence:          |       | -0,40 % |